# Niki Sanders

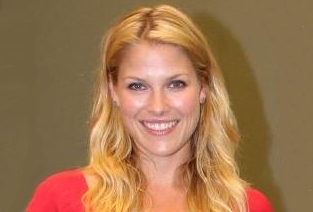
Skådespelerskan Ali Larter år 2006.

Niki, eller Nicole Sanders är en av hjältarna i tv-serien Heroes. Hon spelas av skådespelerskan Ali Larter. Niki har sonen Micah Sanders som är ett litet geni och Niki försöker sitt bästa för att han ska få bra utbildning och strippar på nätet för att få pengar. Nikis man, D.L. Hawkins, är i fängelset. Niki har ett livsfarligt alter ego, som egentligen är hennes döda syster Jessica, som oftast bara ställer till det för Niki.
Hennes kraft är övermänsklig styrka.
Niki dör när hon håller upp ett brinnande hus för att en tjej ska kunna fly.